# تعامل چندوجهی
تعامل چندوجهی یا تعامل چندشیوه‌ای (انگلیسی: Multimodal interaction) به روشی از ارتباط میان انسان و رایانه گفته می‌شود که در آن از چندین شیوهٔ مختلف برای انتقال اطلاعات استفاده می‌شود. در این نوع تعامل، کاربر می‌تواند هم‌زمان یا به‌صورت ترکیبی از روش‌های گوناگون مانند صدا، متن، لمس، حرکت بدن، حالت چهره، نگاه چشم، و حتی حرکات دست برای ارتباط با یک سامانهٔ رایانه‌ای بهره بگیرد. به بیان ساده‌تر، این فناوری می‌کوشد شیوه‌های طبیعی ارتباط انسانی را به رایانه‌ها آموزش دهد، تا کاربران بتوانند به‌گونه‌ای انسانی‌تر و راحت‌تر با ماشین‌ها ارتباط برقرار کنند.
برای نمونه، تصور کنید با یک دستیار دیجیتالی صحبت می‌کنید. شما می‌گویید: «این عکس را باز کن» و هم‌زمان به یک تصویر روی صفحه اشاره می‌کنید. سامانه با ترکیب صدای شما (دستور صوتی) و اشارهٔ شما (اطلاعات تصویری) متوجه می‌شود که دقیقاً کدام عکس را باید باز کند. این ترکیب صدا و حرکت دست، نمونه‌ای از تعامل چندوجهی است.
در تعامل سنتی با رایانه‌ها، کاربر فقط از یک روش مانند تایپ با صفحه‌کلید یا کلیک با ماوس استفاده می‌کند. اما در تعامل چندوجهی، رایانه هم‌زمان از چند حس‌گر (مانند میکروفن، دوربین، نمایشگر لمسی، و حس‌گرهای حرکتی) اطلاعات دریافت می‌کند، آن‌ها را تحلیل می‌کند و پاسخ مناسبی ارائه می‌دهد. این رویکرد باعث می‌شود ارتباط میان انسان و ماشین طبیعی‌تر، سریع‌تر و مؤثرتر شود.
یکی از دلایل اهمیت تعامل چندوجهی، گسترش دستگاه‌های هوشمندی مانند گوشی‌های تلفن همراه، تبلت‌ها، دستیارهای صوتی، عینک‌های واقعیت افزوده و خودروهای خودران است. کاربران این ابزارها اغلب در شرایطی هستند که نمی‌توانند فقط از یک روش ارتباطی استفاده کنند. برای مثال، در حال رانندگی ممکن است نتوانید تایپ کنید، اما می‌توانید دستور صوتی بدهید و با حرکت سر یا چشم، تأیید یا رد کنید.
همچنین تعامل چندوجهی برای افراد دارای ناتوانی‌های جسمی نیز بسیار سودمند است؛ مثلاً فردی که توانایی تکلم ندارد، می‌تواند با حرکات چشم یا اشاره‌های دست با سامانه ارتباط برقرار کند. یا کسی که نابینا است، می‌تواند با صدا به رایانه فرمان بدهد و پاسخ صوتی دریافت کند. این ویژگی‌ها، فناوری را در دسترس‌تر و فراگیرتر می‌کنند.
یکی دیگر از کاربردهای مهم تعامل چندوجهی در رباتیک و هوش مصنوعی است. برای اینکه ربات‌ها بتوانند به‌طور واقعی با انسان‌ها تعامل داشته باشند، باید بتوانند نه‌فقط صحبت‌های انسان را بشنوند، بلکه حالت چهره، زبان بدن، نگاه و سایر نشانه‌های غیرکلامی را نیز درک کنند. این توانایی‌ها کمک می‌کند که سامانه‌ها، بافت و زمینهٔ مکالمه را بهتر بفهمند و واکنش‌های هوشمندانه‌تری نشان دهند.
در حوزهٔ آموزش، این فناوری می‌تواند تجربهٔ یادگیری را برای دانش‌آموزان جذاب‌تر و مؤثرتر کند. تصور کنید در یک کلاس مجازی، شما می‌توانید هم‌زمان با صدای خود، ویدئو پخش کنید، روی تخته‌نمایش بنویسید و با حرکات دست به قسمت‌هایی از محتوا اشاره کنید. سامانه می‌تواند همهٔ این داده‌ها را تحلیل کند و تعامل آموزشی را پویاتر کند.